# البكاء من خشية الله
في الإسلام يكون البكاء من خشية الله محموداً وله فضائل، وهو البكاء الذي ينتج عن خوف الله وخوف عقابه والخوف من مآل تراكم الذنوب، والشوق إلى لقاء الله، والرغبة فيما عنده من نعيم والرهبة فيما عنده من عذاب، شريطة أن يكون صادقاً من القلب لا يشوبه حب السمعة ولا يجتبيه نية الرياء، ذُكر في الشرع الإسلامي فضائل للبكاء من خشية الله، كما كان الأنبياء وصحابة النبي محمد ﷺ يبكون خوفاً من الله وشوقاً إليه.

## فضائلها

### من القرآن
﴿وَأَقْبَلَ بَعْضُهُمْ عَلَى بَعْضٍ يَتَسَاءَلُونَ ۝٢٥ قَالُوا إِنَّا كُنَّا قَبْلُ فِي أَهْلِنَا مُشْفِقِينَ ۝٢٦ فَمَنَّ اللَّهُ عَلَيْنَا وَوَقَانَا عَذَابَ السَّمُومِ ۝٢٧ إِنَّا كُنَّا مِنْ قَبْلُ نَدْعُوهُ إِنَّهُ هُوَ الْبَرُّ الرَّحِيمُ ۝٢٨﴾ [الطور:25–28]

﴿أُولَئِكَ الَّذِينَ أَنْعَمَ اللَّهُ عَلَيْهِمْ مِنَ النَّبِيِّينَ مِنْ ذُرِّيَّةِ آدَمَ وَمِمَّنْ حَمَلْنَا مَعَ نُوحٍ وَمِنْ ذُرِّيَّةِ إِبْرَاهِيمَ وَإِسْرَائِيلَ وَمِمَّنْ هَدَيْنَا وَاجْتَبَيْنَا إِذَا تُتْلَى عَلَيْهِمْ آيَاتُ الرَّحْمَنِ خَرُّوا سُجَّدًا وَبُكِيًّا ۝٥٨﴾ [مريم:58]

### من السنة النبوية
- «لا يلج النار رجل بكى من خشية الله حتى يعود اللبن في الضرع».
- «سَبْعَةٌ يُظِلُّهُمُ اللَّهُ في ظِلِّهِ يَوْمَ لا ظِلَّ إلا ظلُّهُ: إِمامٌ عادِلٌ، وشابٌّ نَشَأَ في عِبَادَةِ اللَّه تَعالى، وَرَجُلٌ قَلْبُهُ مُعَلَّق بالمَسَاجِدِ، وَرَجُلانِ تَحَابَّا في اللَّه، اجتَمَعا عَلَيهِ وتَفَرَّقَا عَلَيهِ، وَرَجَلٌ دَعَتْهُ امْرَأَةٌ ذَاتُ مَنْصِبٍ وَجَمالٍ، فَقَالَ: إِنّي أَخافُ اللَّه، ورَجُلٌ تَصَدَّقَ بِصَدَقَةَ فأَخْفاها حتَّى لاَ تَعْلَمَ شِمالهُ ما تُنْفِقُ يَمِينهُ، ورَجُلٌ ذَكَرَ اللَّه خالِياً فَفَاضَتْ عَيْنَاهُ».
- «عينان لا تمسهما النار، عين بكت من خشية الله، وعين باتت تحرس في سبيل الله».
- «ليس شيء أحب إلى الله من قطرتين وأثرين: قطرة من دموع خشية الله، وقطرة دم تهراق في سبيل الله، وأما الأثران: فأثر في سبيل الله، وأثر في فريضة من فرائض الله».